# Matti Stenrosen
Matti Kalevi Stenrosen, född 7 juli 1962 i Jönköping, är en svensk journalist, som sedan 1991 arbetar som reporter på Kristianstadsbladet. Han är också varit ordförande i Föreningen Grävande Journalister men är numera endast styrelseledamot.
År 2002 tilldelades han Guldspaden i klassen tidning under 100 000 exemplar för artikeln "Aktiebolaget i Kristianstadsbygden", ett granskande reportage som handlar om hur "ledningen för kommunens bostadsbolag vidlyftigt kunnat spendera medborgarnas pengar". År 2006 belönades han med 50 000 kronor av stiftelsen Artister mot nazister för sina artiklar om Nationalsocialistisk front (NSF) i Kristianstad.
Stenrosen blev hotad för sina artiklar, vilket dock tillbakavisas av NSF självt då förundersökningen lades ned. På Kristianstadsbladet är han sedan 1998 kommunreporter i Kristianstad samt arbetar med och ansvarar för grävande journalistik och leder projekt, exempelvis val. Under åren på tidningen har han bland annat arbetat som allmänreporter på centralredaktionen, lokalredaktör i Bromölla och kriminalreporter.
Matti Stenrosen har gått till hårt angrepp mot journalistikprofessorn Stig Hadenius 35 000 kronors granskning av Kristianstadsbladets rapportering. Stenrosen har utbildat sig i journalistik i Göteborg år 1990. Han är även solist i Ultreiakören.